# Elezioni locali in Corea del Nord del 2007
Le elezioni delle assemblee popolari provinciali, municipali, cittadine, delle contee e dei distretti in Corea del Nord del 2007 si tennero il 29 luglio. 
Furono eletti 27 390 deputati delle assemblee popolari provinciali, municipali, cittadine, delle contee e dei distretti.
L'affluenza fu del 99,82% e i candidati ricevettero un tasso di approvazione del 100%.